# Lutcher, Louisiana
Lutcher, Louisiana (енгл. Lutcher) град је у америчкој савезној држави Луизијана.

## Демографија
По попису из 2010. године број становника је 3.559, што је 176 (-4,7%) становника мање него 2000. године.
| Група             | 2000.         | 2010.         |
| Белци             | 1.854 (49,6%) | 1.634 (45,9%) |
| Афроамериканци    | 1.859 (49,8%) | 1.862 (52,3%) |
| Азијати           | 1 (0,0%)      | 7 (0,2%)      |
| Хиспаноамериканци | 13 (0,3%)     | 16 (0,4%)     |
| Укупно            | 3.735         | 3.559         |